# رومان غروجان
رومان غروجان (بالفرنسية: Romain Grosjean) ، من مواليد 17 أبريل 1986 في جنيف، سويسرا هو سائق سيارات السباق الفورمولا واحد سويسري لفريق لوتس إف1 وهاس إف1. ويشارك تحت العلم الفرنسي في الفورمولا واحد على الرغم من أنه قد عاش حياته كلها في سويسرا. وكان بطل السلسلة الأوروبية للفورمولا ثلاثة للسائقين عام 2007 .وبطل السلسلة الافتتاحية لجي بي 2 آسيا. وبطل موسم جي بي 2 آسيا 2011 بالإضافة إلى بطولة سلسلة جي بي 2 العالمية.
شارك لأول مرة في بطولة الفورمولا واحد في عام 2009 لموسم واحد مع فريق رينو، وعاد غروجان إلى الفورمولا واحد في موسم 2012 مع فريق اف ون لوتس جنبا إلى جنب مع الفنلندي كيمي رايكونن واستمر معهم إلى 2016 بعدها إنتقل إلى فريق هاس إف1 واستمر معهم إلى 2020 من ثم أعلن إعتزاله.